# Daniel Dumonstier
Daniel Dumonstier (París - 1574 - 1646) fou un pintor francès, dedicat especialment a la reialesa.
Era fill de Cosme Dumontier i, dotat d'una notable intel·ligència, sabé captar-se les simpaties de Lluís XIII, de Maria de Mèdici i de tots els personatges de la cort.
Els Museus de Douai i de Lilla posseeixen obres d'aquest pintor, que fou un dels millors retratistes del seu temps.

## Nicolau Dumonstier
Pintor francès, nascut a París (1612-1667). Fou fill i deixeble de Daniel Dumonstier, ingressant en l'Acadèmia com a membre efectiu el 1665. Residí en una de les habitacions del Louvre, atorgades per la Corona. La Biblioteca Nacional de París posseeix alguns dibuixos d'aquest artista.

## Cosme Dumonstier
Pintor del segle xvi, fill de Godfred Dumonstier. Fou pintor de cambra de la reina Caterina de Mèdici, i es dedica a la pintura de miniatures. Era el pare del més famós de la nissaga Dumonstier, Daniel Dumonstier.

## Esteve Dumonstier
Pintor francès, nascut a París (1520-1603). Fou pintor de cambra dels reis Enric II, Francesc II de França, Carles IX, Enric III i Caterina de Mèdici. El seu fill Pere Dumonstier (1565-1656), també fou pintor.

## Godfred Dumonstier
Pintor i gravador francès del segle xvi. Treballà en les obres de la pintura del palau de Fontainebleau, a les ordes de Rosso. El seu fill Cosme també fou pintor.